# Списак генерала и адмирала Југословенске војске: П
Списак генерала и адмирала Југословенске војске (ЈВ) чије презиме почиње на слово П, за остале генерале и адмирале погледајте Списак генерала и адмирала Југословенске војске.
напомена:
Генералски, односно адмиралски чинови у ЈВ су били — војвода, армијски генерал (адмирал), дивизијски генерал (вице-адмирал) и бригадни генерал (контра-адмирал). 

### П
- Димитрије Пајић (1873—1941), артиљеријски бригадни генерал. Активна служба у ВКЈ престала му је 1927.
- Драгиша Пандуровић (1885—1951), дивизијски генерал. Одведен у заробљеништво 1941. године, после рата није наставио службу.
- др Миливоје Пантић (1885—1959), санитетски бригадни генерал. Одведен у заробљеништво 1941. године, после рата није наставио службу.
- Армин Павић (1888—1949), контра-адмирал.
- Владимир Павловић (1877—1934), инжињеријски бригадни генерал. Активна служба у ВКЈ престала му је 1923.
- Димитрије Павловић (1883—1943), коњички бригадни генерал. Одведен у заробљеништво 1941. године.
- Драгомир Павловић (1883—1939), генералштабни бригадни генерал. Активна служба у ВКЈ престала му је 1932.
- Живко Павловић (1871—1938), дивизијски генерал. Активна служба у ВКЈ престала му је 1923. Преведен у резерву са вишим чином 1930.
- Живојин Павловић (1887—1963), дивизијски генерал.
- Иван Павловић (1869—1943), дивизијски генерал. Активна служба у ВКЈ престала му је 1929.
- Јован Павловић (1883—1975), артиљеријски бригадни генерал. Активна служба у ВКЈ престала му је 1940. Преведен у резерву.
- Павле Павловић (1883—1969), пешадијски бригадни генерал. Активна служба у ВКЈ престала му је 1935. Реакитивиран 1941. Одведен у заробљеништво 1941. године, после рата није наставио службу.
- Тома Павловић (1882—1960), артиљеријско-технички бригадни генерал. Активна служба у ВКЈ престала му је 1932. Реакитивиран 1941. Одведен у заробљеништво 1941. године, после рата није наставио службу.
- Матија Парац (1885—?), пешадијски бригадни генерал. Прешао у војску НДХ 1941. године, 1942. напустио и прешао у ЈВуО.
- Милан Пејовић (1876—1951), артиљеријски бригадни генерал. Активна служба у ВКЈ престала му је 1929.
- Антоније Пекић (1881—?), артиљеријски бригадни генерал. Одведен у заробљеништво 1941. године.
- Александар Пешић (1881—1963), генералштабни бригадни генерал. Активна служба у ВКЈ престала му је 1929.
- Душан Пешић (1873—1957), дивизијски генерал. Активна служба у ВКЈ престала му је 1929.
- Милан Пешић (1878—1942), артиљеријски бригадни генерал.
- Петар Пешић (1871—1944), армијски генерал. Активна служба у ВКЈ престала му је 1929. Реактивиран 1940. Пензионисан 1941.
- Стеван Пешић (1882—1944), интендантски генерал.
- Василије Петковић (1891—1960), генералштабни бригадни генерал. Одведен у заробљеништво 1941. године, после рата није наставио службу.
- Илија Петковић (1879—1963), артиљеријски бригадни генерал. Активна служба у ВКЈ престала му је 1927.
- Андреја Петровић (1883—1957), пешадијски бригадни генерал. Активна служба у ВКЈ престала му је 1939. Реактивиран 1941. Одведен у заробљеништво 1941. године, после рата није наставио службу.
- Војислав Петровић (1882—1946), дивизијски генерал. Активна служба у ВКЈ престала му је 1940. Реактивиран 1941. Одведен у заробљеништво 1941. године, после рата није наставио службу.
- Драгољуб Петровић (1880—1957), дивизијски генерал. Активна служба у ВКЈ престала му је 1937.
- Јован Петровић (1881—?), артиљеријски бригадни генерал. Активна служба у ВКЈ престала му је 1927. Реактивиран 1941. Одведен у заробљеништво 1941. године.
- др Михаило Петровић (1863—1934), санитетски бригадни генерал. Активна служба у ВКЈ престала му је 1929.
- Милорад Петровић (1882—1981), армијски генерал. Одведен у заробљеништво 1941. године, после рата није наставио службу.
- др Милосав Петровић (1883—?), санитетски бригадни генерал.
- Петар Петровић (1890—1950), пешадијски бригадни генерал. Одведен у заробљеништво 1941. године, после рата није наставио службу.
- Чедомиљ Петровић (1888—?), артиљеријски бригадни генерал. Одведен у заробљеништво 1941. године, после рата није наставио службу.
- Радомир Петронић (1879—1934), пешадијски бригадни генерал. Активна служба у ВКЈ престала му је 1933.
- Милан Плесничар (1882—1969), дивизијски генерал. Одведен у заробљеништво 1941. године, после рата није наставио службу.
- Анте Пливелић (1860—?), дивизијски генерал. Активна служба у ВКЈ престала му је 1923.
- Фран Погачар (1887—?), артиљеријски бригадни генерал.
- Љубомир Покорни (1872—1944), дивизијски генерал. Активна служба у ВКЈ престала му је 1921. Реактивиран 1922. Пензионисан 1929.
- Маријан Полић (1876—1958), вице-адмирал. Активна служба у ВКЈ престала му је 1940.
- Милоје Попадић (1884—1961), дивизијски генерал. Одведен у заробљеништво 1941. године, после рата није наставио службу.
- др Војислав Поповић (1878—?), санитетски генерал.
- Војислав У. Поповић (1877—1938), артиљеријски бригадни генерал. Активна служба у ВКЈ престала му је 1931.
- Драгољуб Поповић (1870—?), артиљеријски бригадни генерал. Активна служба у ВКЈ престала му је 1929.
- Драгомир Поповић (1879—?), пешадијски бригадни генерал. Одведен у заробљеништво 1941. године, после рата није наставио службу.
- др Драгослав Поповић (1878—1928), санитетски бригадни генерал. Активна служба у ВКЈ престала му је 1927.
- Драгутин Поповић (1882—1960), пешадијски бригадни генерал. Активна служба у ВКЈ престала му је 1931.
- Ђорђе Поповић (1883—1958), дивизијски генерал. Активна служба у ВКЈ престала му је 1940. Реактивиран 1941.
- Милан Поповић (1884—?), интендантски бригадни генерал. Одведен у заробљеништво 1941. године, после рата није наставио службу.
- Раде Поповић (1882—1970), артиљеријски бригадни генерал. Активна служба у ВКЈ престала му је 1938. Реактивиран 1941. Одведен у заробљеништво 1941. године, после рата није наставио службу.
- Радован Поповић (1893—1967), пешадијски бригадни генерал. Одведен у заробљеништво 1941. године, после рата није наставио службу.
- др Сава Поповић (1871—1944), санитетски генерал. Активна служба у ВКЈ престала му је 1935.
- Светомир Поповић (1893—1961), пешадијски бригадни генерал. Одведен у заробљеништво 1941. године, после рата није наставио службу.
- Димитрије Предић (1886—1958), дивизијски генерал. Одведен у заробљеништво 1941. године, после рата није наставио службу.
- Јован Прибић (1885—?), пешадијски бригадни генерал. Прешао у војску НДХ 1941 и исте године из ње иступио. Одведен у заробљеништво 1943. године, после рата није наставио службу.
- Драгутин Прица (1867—1960), адмирал. Активна служба у ВКЈ престала му је 1929.
- др Ђорђе Протић (1879—1950), санитетски генерал. Активна служба у ВКЈ престала му је 1939.
- Жарко Протић (1873—1929), инжињеријско-технички бригадни генерал. Активна служба у ВКЈ престала му је 1927.
- Иван Прпић (1887—1967), генералштабни бригадни генерал. Прешао у војску НДХ 1941. Пензионисан 1944.
- Божидар Путниковић (1886—1941), инжињеријски бригадни генерал.